# République socialiste soviétique abkhaze
1921–1931
Entités précédentes :
- République démocratique de Géorgie

Entités suivantes :
- République socialiste soviétique autonome d'Abkhazie (RSSG, RSFST)

La République socialiste soviétique abkhaze (en géorgien : საბჭოთა სოციალისტური რესპუბლიკა აფხაზეთი, en abkhaze : Социалисттә Советтә Республика Аҧсны et en russe : Социалистическая Советская Республика Абхазия) est une république socialiste soviétique, en Union des républiques socialistes soviétiques (URSS), issue de la République démocratique de Géorgie après l'invasion soviétique de la Géorgie. Elle a existé du 31 mars 1921 au 19 février 1931, date de la création de la République socialiste soviétique autonome d'Abkhazie. Constituée à la suite de l’invasion de la Géorgie par l’Armée rouge en 1921, elle fut d’abord indépendante jusqu’au 16 décembre 1921, date à laquelle elle conclut un traité d’union avec la République socialiste soviétique de Géorgie (RSS de Géorgie).
La RSS d’Abkhazie possédait un statut comparable à celui d’une république soviétique autonome, bien qu’elle conservât une indépendance nominale vis-à-vis de la Géorgie et bénéficiât de certaines caractéristiques normalement réservées aux républiques de l’Union, telles que la constitution de ses propres unités militaires. Par le biais de son statut de « république par traité » avec la Géorgie, l’Abkhazie rejoignit la République socialiste fédérative soviétique de Transcaucasie (RSFST), formée en 1922 et réunissant les républiques socialistes soviétiques d’Arménie, d’Azerbaïdjan et de Géorgie. La RSS d’Abkhazie fut abolie en 1931 et remplacée par la République socialiste soviétique autonome d'Abkhazie au sein de la RSS de Géorgie.
Durant son existence, la RSS d’Abkhazie fut dirigée par Nestor Lakoba, qui occupait officiellement le poste de président du Conseil des commissaires du peuple, mais exerçait une autorité telle que la république fut surnommée de façon moqueuse Lakobistan. Grâce à la relation étroite de Lakoba avec Joseph Staline, la collectivisation fut retardée jusqu’à l’intégration de l’Abkhazie à la Géorgie. L’Abkhazie demeura alors un important producteur de tabac, fournissant plus de la moitié de la production de l’URSS. Elle cultivait également du thé, du vin et des agrumes, ce qui en faisait l’une des régions les plus prospères de l’Union soviétique. Son climat subtropical en faisait également une destination de villégiature privilégiée : Staline et d’autres dirigeants soviétiques y possédaient des datchas (résidences secondaires) et y séjournaient régulièrement.
Région multiethnique, l’Abkhazie était dirigée nominalement par le peuple abkhaze, qui ne représentait pourtant que moins de 30 % de la population. Les autres groupes majoritaires comprenaient des Géorgiens, des Arméniens, des Grecs et des Russes. Bien qu’ils ne fussent pas majoritaires, les Abkhazes furent largement favorisés et leur langue promue dans le cadre des politiques de korenizatsia menées à l’époque. Ces mesures contribuèrent à forger une identité nationale abkhaze et à l’émergence d’un nationalisme abkhaze. L’un des principaux héritages de la RSS d’Abkhazie fut qu’elle donna, pour la première fois dans l’histoire moderne, une réalité géographique et politique au nom d’« Abkhazie ». Bien que cette république quasi-indépendante ait été rétrogradée en 1931, les Abkhazes n’en oublièrent pas l’existence. Avec la libéralisation politique initiée par la glasnost et la perestroïka à la fin des années 1980, les dirigeants abkhazes appelèrent à rétablir leur État et à faire sécession de la Géorgie, en se référant à la RSS d’Abkhazie comme précédent historique. Cette revendication mena à la restauration de la constitution abkhaze de 1925, déclenchant la guerre de 1992–1993 entre séparatistes abkhazes et forces géorgiennes, et ouvrant ainsi le chapitre contemporain du conflit abkhazo-géorgien.

## Histoire

### Contexte
L’Empire russe annexa l’Abkhazie au début du XIXe siècle et consolida son autorité sur la région en 1864. Réticentes à la création d’unités ethno-territoriales, les autorités russes intégrèrent la région au gouvernement de Koutaïssi. De vastes transferts de population transformèrent profondément la composition ethnique de l’Abkhazie : des milliers d’Abkhazes furent expulsés et remplacés par des Mingréliens,.
À la suite de la Révolution de Février 1917, qui mit fin à l’Empire russe, le statut de l’Abkhazie devint incertain et contesté[5]. Libérée de la tutelle russe, la région envisagea brièvement de rejoindre la République montagnarde du Caucase du Nord en 1917. Toutefois, en raison de l’éloignement géographique, cette option fut abandonnée. Des affrontements se poursuivirent néanmoins sur place avec les nationalistes soutenus par la République montagnarde, tandis que le Parti socialiste d’Abkhazie bénéficiait de l’appui de la République socialiste fédérative soviétique de Russie. En réponse, la République montagnarde proclama l’Abkhazie comme faisant partie de son territoire,.
En février 1918, les bolcheviks abkhazes tentèrent de créer une commune, organisation semblable aux soviets instaurés en Russie. Cette tentative échoua, et les dirigeants bolcheviks, Efrem Eshba et Nestor Lakoba, furent contraints à l’exil. Dans la foulée, le Conseil populaire abkhaze (CPA) fut créé et exerça de fait le pouvoir sur la région. Lorsque la République démocratique de Géorgie fut proclamée en mai 1918, elle annexa l’Abkhazie, la considérant comme une partie intégrante de son territoire. Néanmoins, la Géorgie ne parvint jamais à asseoir un contrôle effectif sur la région, laissant le CPA administrer l’Abkhazie jusqu’à l’invasion bolchevique de 1921.
Le statut de l’Abkhazie fut confirmé dans la Constitution géorgienne de 1921. L’article 107 garantissait à « l’Abkhazeti »[a] (district de Soukhoumi) une autonomie pour « l’administration de ses affaires ». Cette constitution fut promulguée après l’invasion de la Géorgie par l’Armée rouge en février 1921. La nature exacte de cette autonomie ne fut jamais précisée. Selon l’historien Timothy Blauvelt, cette reconnaissance eut un impact durable dans la région, marquant la première fois dans l’histoire moderne où l’Abkhazie était définie comme une entité géographique distincte.

### Formation

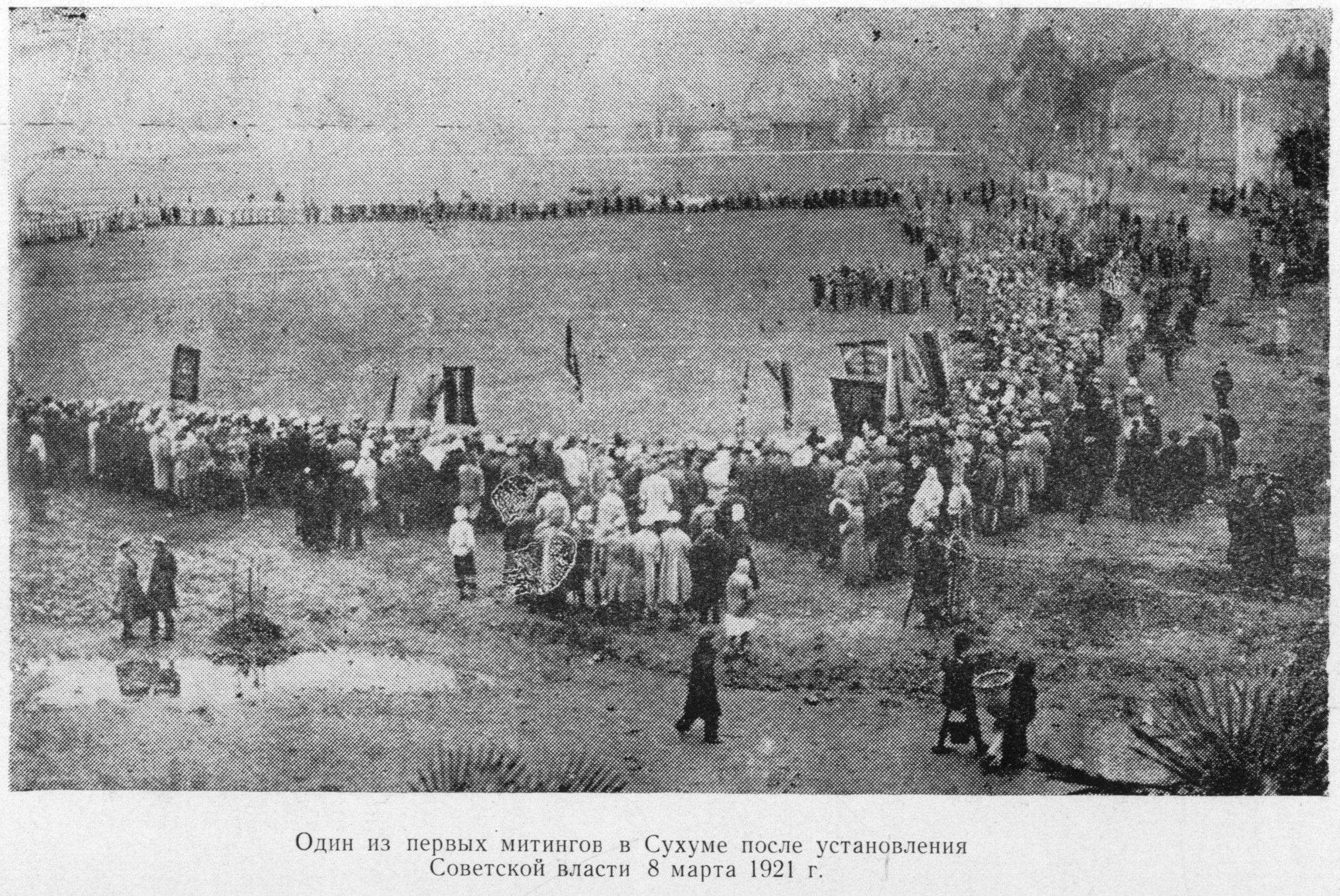
L'un des premiers rassemblements à Soukhoumi après la création de la République, en 1921.

Le 15 février 1921, l’Armée rouge envahit la Géorgie. L’Abkhazie fut attaquée deux jours plus tard, le 17 février. Efrem Eshba et Nestor Lakoba, revenus en Abkhazie peu avant l’invasion, mirent en place un Comité révolutionnaire (revkom) chargé de préparer l’instauration d’un gouvernement bolchevique. La ville de Soukhoumi, capitale de la région, fut capturée le 4 mars.
Alors que les combats se poursuivaient en Géorgie, le revkom – qui ne pensait pas exercer seul le pouvoir en Abkhazie – profita de la confusion générale pour proclamer unilatéralement l’indépendance de la région. Un télégramme fut envoyé à Moscou pour demander des instructions sur la marche à suivre, suggérant une intégration directe dans la République socialiste fédérative soviétique de Russie. Sergo Ordjonikidze, membre influent du Parti bolchevique et chef du Bureau du Caucase (Kavbiuro), rejeta cette proposition.
En conséquence, le 31 mars 1921, le revkom proclama officiellement que, « par la volonté des travailleurs, une nouvelle République socialiste soviétique d’Abkhazie était née ». Cette déclaration fit de l’Abkhazie une république soviétique nominalement indépendante, avec une compréhension tacite entre les autorités abkhazes et géorgiennes que la région serait, à terme, intégrée à la République socialiste soviétique de Géorgie (RSS de Géorgie). D’ici là, elle était considérée comme entièrement détachée de la Géorgie et traitée comme telle.
Le revkom géorgien, autorité gouvernementale de la RSS de Géorgie, accueillit favorablement la création de la république abkhaze dans un télégramme daté du 21 mai 1921, précisant que la nature des relations entre les deux entités serait définie lors des premiers congrès des travailleurs des deux républiques.

### Statut
Le 16 décembre 1921, l'Abkhazie et la RSS de Géorgie signèrent un « traité d’union » qui liait les deux républiques. Ce traité établissait une relation unique : bien que l’Abkhazie fût intégrée à la Géorgie, elle conservait une souveraineté formelle, un statut supérieur à celui d’une simple république autonome. Ce régime hybride lui conférait certains attributs des républiques de l’Union, tels que la possession de ses propres forces militaires et la capacité de ratifier ses propres lois, bien que dans les faits, elle dépendît étroitement des structures géorgiennes.
L'Abkhazie adopta sa propre Constitution en avril 1925, qui reconnaissait explicitement le traité d’union avec la Géorgie, mais réaffirmait également la souveraineté abkhaze sur les questions internes. Ce texte juridique entérinait une république soviétique distincte, reliée à la Géorgie par une alliance bilatérale. À travers cette union, la RSS d’Abkhazie rejoignit le 13 décembre 1922 la République socialiste fédérative soviétique de Transcaucasie (RSFST), aux côtés des RSS d’Arménie, d’Azerbaïdjan et de Géorgie.
Cette configuration institutionnelle fut unique dans l’histoire soviétique : la RSS d’Abkhazie fut la seule entité à statut de république « alliée » ou « république par traité », contrairement aux autres républiques autonomes intégrées sans accord formel. Bien qu'elle n'ait jamais été une république de l’Union à part entière, elle en possédait certains traits symboliques (drapeau, armée, constitution), ce qui entretenait une ambiguïté juridique et politique persistante.

## Politique

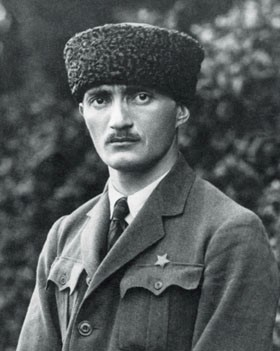
Portrait de Nestor Lakoba.

Dans un premier temps, la RSS d’Abkhazie fut dirigée par un Comité révolutionnaire (Revkom) présidé par Efrem Eshba, qui assura le contrôle de la république jusqu’à l’établissement d’un organe gouvernemental plus pérenne. Le 17 février 1922, le Conseil des commissaires du peuple fut institué. Nestor Lakoba en fut élu président, devenant ainsi le chef officiel du gouvernement abkhaze – bien que, dans les faits, il exerçât le pouvoir réel depuis l’arrivée au pouvoir des bolcheviks en 1921.
Aux côtés d’Eshba, Lakoba avait été une figure de proue du mouvement bolchevik local après la Révolution russe. Tous deux avaient dirigé deux tentatives de prise de pouvoir en Abkhazie en février puis en avril 1918, qui échouèrent. Après le second revers, ils s’enfuirent de la région pour ne revenir qu’en mars 1921, une fois l’autorité bolchevique consolidée. Très vite, Eshba fut affecté à d'autres fonctions au sein du Parti, laissant Lakoba seul aux commandes de l’Abkhazie.
Lakoba exerça un contrôle quasi absolu sur la république, au point que l’on surnommait Abkhazie de manière ironique « Lakobistan ». Son autorité ne fut jamais contestée ni à l’intérieur de la RSS d’Abkhazie ni par les organes soviétiques supérieurs. Il résista à l’application de nombreuses politiques répressives en vigueur ailleurs dans l’Union soviétique, notamment la collectivisation agricole. Il soutint financièrement une partie de l’ancienne noblesse abkhaze, bénéficiant à cet égard de sa proximité personnelle avec Joseph Staline, dont il était un proche collaborateur.

## Economie

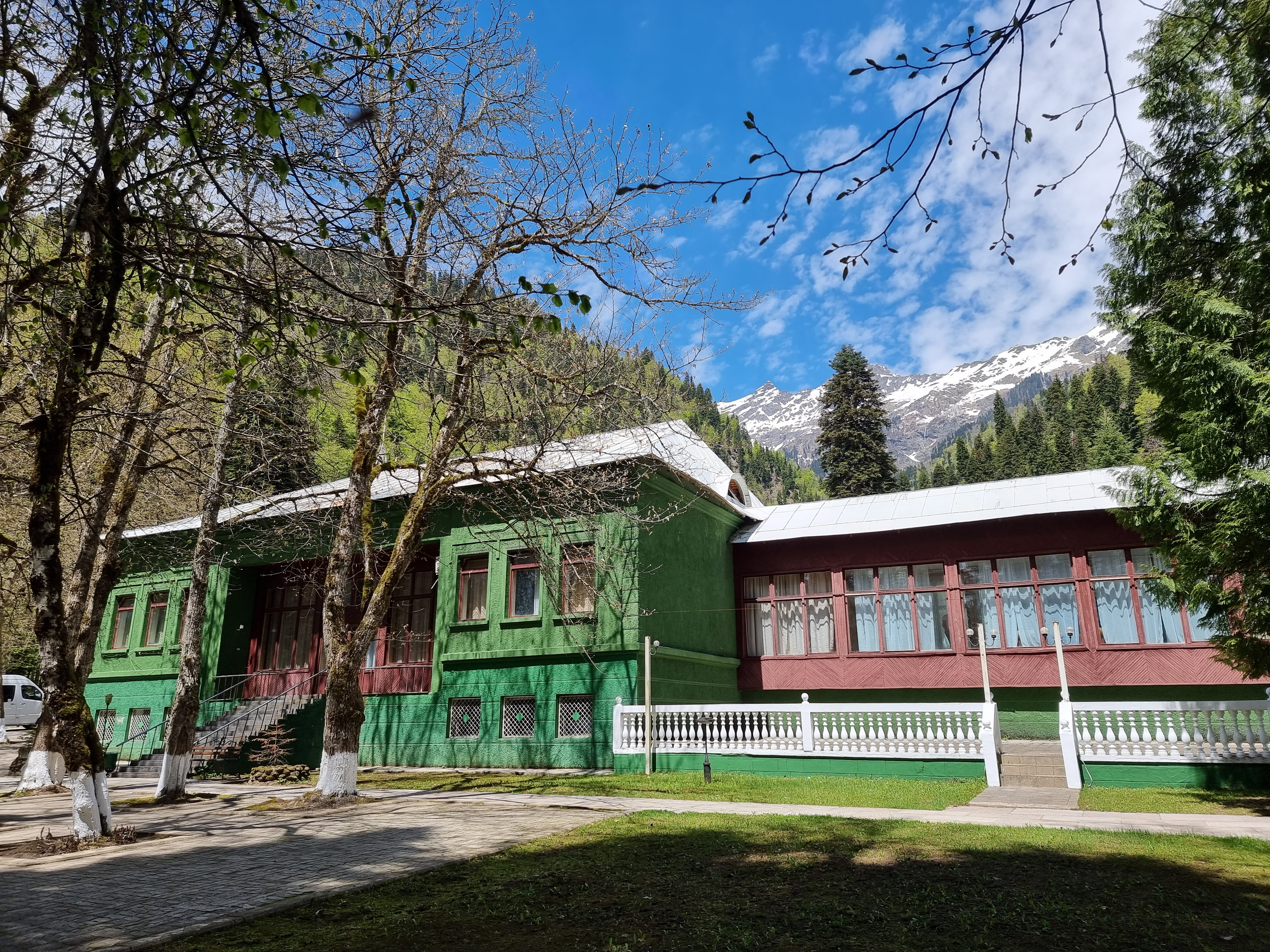
Une datcha de Staline en Abkhazie.

Sous l’ère soviétique, l’Abkhazie devint un centre majeur de production de tabac. Dans les années 1930, la région représentait jusqu’à 52 % des exportations de tabac de l’Union soviétique. D’autres productions agricoles étaient également florissantes : thé, vin et agrumes – notamment les mandarines – y étaient cultivés en quantités importantes, faisant de l’Abkhazie l’une des régions les plus prospères de toute l’Union, nettement plus riche que la Géorgie voisine. Ces ressources, largement destinées à l’exportation, contribuèrent à faire de l’Abkhazie « une île de prospérité dans un Caucase ravagé par la guerre ». Par ailleurs, plusieurs usines furent implantées dans le cadre du développement industriel planifié par Moscou, bien que leur impact économique global restât limité.
L’Abkhazie était aussi très prisée comme destination touristique, tant pour les cadres de l’élite soviétique que pour la population générale. Staline y venait chaque année durant les années 1920, accompagné de ses collaborateurs du Kremlin, qui profitaient de ces séjours pour renforcer leur proximité avec lui. En tant qu’hôte, Nestor Lakoba resserra ses liens avec Staline, devenant un de ses confidents personnels, ce qui lui permit de maintenir sa position dominante sur la RSS d’Abkhazie.
Cette proximité se manifesta notamment lorsque Lakoba refusa d’appliquer la collectivisation, affirmant qu’il n’y avait pas de koulaks (paysans riches) dans la région. Cette position fut soutenue par Staline, qui déclara que la politique anti-koulak ne tenait pas compte des spécificités sociales abkhazes et qu’elle transposait de manière mécanique les modèles russes sur un contexte local inadapté. Ce n’est qu’après la rétrogradation du statut de la république en 1931 que la collectivisation fut appliquée. Elle ne fut pleinement mise en œuvre qu’en 1936, après la mort de Lakoba.
Pendant toute l’existence de la RSS d’Abkhazie, le rouble soviétique en fut la monnaie officielle.

## Démographie
La population de l'Abkhazie était marquée par sa diversité technique et sa démographie a été profondément influencée par l'invasion russe. Jusqu'à 100 000 Abkhazes furent chassés à la fin du XIXe siècle, trouvant principalement refuge dans l'Empire ottoman. Au moment de la formation de la république socialiste, les Abkhazes ne représentaient plus qu'un petit tiers de la population. La politique de korenizatsiia (Indigénisation) promue à cette époque visait à favoriser des groupes minoritaires au sein de l'Union soviétique. Ainsi, les Abkhazes gagnèrent en influence, progressant de 8% dans la part de la population locale, au détriment des Géorgiens principalement, entre 1922 et 1926. Ainsi, dans le recensement soviétique de 1926, les Abkhazes étaient au nombre de 55 918 (28 % de la population) et les Géorgiens étaient 67 494, pour une population totale de 201 016. Les autres groupes notables étaient les Arméniens pour 13 %, les Grecs pour 7 % et les Russes pour 6 %,.
La politique d'indigénisation prit également la forme d'une modification de la langue et de l'écriture utilisées pour l'abkhaze. Cette région était alors considérée comme en retard de développement, ce qui justifia des évolutions apportées à des pans de sa culture. La langue abkhaze fit l'objet d'une latinisation dès 1928. Par ailleurs, la culture locale fut promue et financée avec la création d'une société scientifique abkhaze en 1922 et d'une Académie pour la langue et la littérature abkhaze en 1925.

## Postérité
Le statut exact de l'Abkhazie ne fut jamais vraiment clarifié. Pour l'historien Arsène Saparov, même les dignitaires du régime soviétique ne surent jamais clairement quelle était la situation de l'Abkhazie sur un plan institutionnel. En revanche, pour les Abkhazes, il a gardé une haute valeur symbolique, attestant d'une forme de droit à l'autodétermination. Avec les réformes des années 1980, les Abkhazes commencèrent à demander le rétablissement de ce statut. Une assemblée se réunit à Lykhny en 1989 appelant les autorités soviétiques à faire de l'Abkhazie une république de plein droit. Quand l'Abkhazie déclara son indépendance en 1990, elle demanda la restauration de la constitution de 1925, qui envisageait une union entre la Géorgie et l'Abkhazie, tout en respectant la forte autonomie de cette dernière. Toutefois, cet événement déclencha surtout la guerre d'Abkhazie (1992-1993).

## Sources
- (en) Timothy Blauvelt, Abkhazia: Patronage and Power in the Stalin Era, vol. 64, 2012, 1718–1741 p. (ISSN 0966-8136, DOI 10.1080/09668136.2012.718416), chap. 9
- (en) Svante E. Cornell, Autonomy and Conflict: Ethnoterritoriality and Separatism in the South Caucasus – Case in Georgia, Uppsala, Uppsala University, 2002 (ISBN 91-506-1600-5)
- Lakoba, S., « History: 1917–1989 », dans Bruno Coppieters, David Darchiashvili et Natella Akaba, Federal Practice: Exploring Alternatives for Georgia and Abkhazia, Bruxelles, 1999, 67–86 p. (ISBN 978-9054872382)
- (en) Alex Marshall, The Caucasus Under Soviet Rule, Routledge, 2010 (ISBN 978-0415410120, lire en ligne [PDF])
- (en) Arsène Saparov, From Conflict to Autonomy in the Caucasus: The Soviet Union and the Making of Abkhazia, South Ossetia and Nagorno-Karabakh, Routledge, 2017 (ISBN 978-1138476158)
- (en) Ronald Grigor Suny, The Making of the Georgian Nation, Indiana University Press, 1994 (ISBN 9780253209153)